# Scopula obliquisigna
Scopula obliquisigna är en fjärilsart som beskrevs av Max Joseph Bastelberger 1909. Scopula obliquisigna ingår i släktet Scopula och familjen mätare. Inga underarter finns listade.